# Barnes & Noble
Barnes & Noble Booksellers је америчко предузеће за продају књига. То је компанија са листе Фортуне 1000 и продавац књига са највећим бројем малопродајних објеката у Сједињеним Државама. Од 7. јула 2020. компанија управља са 614 малопродајних објеката у свих 50 америчких држава. 
Barnes & Noble послује углавном преко свог ланца књижара Barnes & Noble Booksellers. Седиште компаније је у улици 33 Е. 17. улица на Јунион Скверу у Њујорку.
Након низа спајања и банкрота у америчкој индустрији књижара од 1990-их, Барнес & Нобле остаје сам као највећи национални ланац књижара у Сједињеним Државама. Раније је Барнес & Нобле управљао ланцем малих B. Dalton Bookseller продавница у тржним центрима док нису објавили ликвидацију ланца. Компанија је такође била један од највећих менаџера продавница уџбеника за колеџ у земљи или у близини многих универзитетских кампуса када је та дивизија издвојена као засебно јавно предузеће под називом Barnes & Noble Education 2015.
Компанија је позната по својим купцима по великим малопродајним објектима, од којих многи садрже кафић који служи Старбакс кафу. Већина продавница продаје књиге, часописе, новине, ДВД-ове, графичке романе, поклоне, игрице, играчке, музику и Ноок е-читаче и таблете. Компанија нуди услуге издаваштва и самоиздаваштва.
Barnes & Noble је почела са радом 1886. као књижара под називом Arthur Hinds & Company која се налазила на 4 Cooper Institute у згради Купер Јунион у Њујорку. У јесен 1886. Гилберт Клифорд Нобл, тада недавно дипломирао на Харварду из Вестфилда у Масачусетсу, ангажован је да тамо ради као чиновник.
Године 1894. Noble је постао партнер, а назив радње је промењен у Hinds & Noble.
Године 1901. Hinds & Noble се сели у 31–35 В. 15. Улица.
Године 1917. Нобл је откупио Хиндса и ушао у партнерство са Вилијамом Барнсом, сином његовог старог пријатеља Чарлса Барнса; назив радње је убрзо промењен у тренутни назив корпорације. Чарлс је раније 1873. године отворио фирму за штампање књига у Витону, Илиноис, под називом C. M. Barnes-Wilcox Company; Вилијам Барнс се, међутим, одрекао свог власничког удела у пословању свог оца непосредно пре свог партнерства са Ноблеом. (Компанија његовог оца би касније постала Follett Corporation. Иако је водећа продавница некада имала мото „Основано 1873.“, компанија ЦМ Барнес-Вилцок никада није имала никакве везе са Barnes & Noble, осим чињенице да су обе биле делимично у власништву (у различито време) Вилијама Барнса.
У августу 2019. Елиот Менаџмент Корпорација је купила компанију за приближно 683 милиона долара, а Џејмс Даунт, генерални директор лондонске компаније Waterstones Booksellers Ltd, постао је извршни директор.